# غران ميتي (كيبك)
غران ميتي (بالإنجليزية: Grand-Métis, Quebec)‏ هي بلدية محلية في كيبيك تقع في كندا في لاميتيس.[بحاجة لمصدر] يقدر عدد سكانها بـ 237 نسمة ومساحتها 25.30 كم2 .